# Palladium sur charbon
Le palladium sur charbon (ou charbon palladié), souvent noté Pd/C, est une forme de palladium utilisée comme catalyseur, comme, de manière notable pour les réactions d'hydrogénation en chimie organique.
Le palladium sur carbone a aussi été utilisé comme catalyseur au palladium dans la réaction de Suzuki ou encore dans la réaction de Stille, ainsi que pour d'autres réactions apparentées.

## Préparation
Le palladium sur carbone est commercialisé, mais peut être préparé en laboratoire. Il est typiquement préparé en faisant réagir du chlorure de palladium(II) et de l'acide chlorhydrique avec de l'acide nitrique en présence de charbon actif. Une fois le composé séché, le palladium(II) est réduit en  palladium(0) par du dihydrogène gazeux, et nettoyé. La quantité de palladium est généralement comprise entre 5 % et 10 %.

## Sécurité
Le palladium sur carbone serait pyrophorique sous certaines conditions[réf. nécessaire].